# إيزابيلا من أنغوليم
إيزابيلا من أنغوليم (بالفرنسية: Isabelle d'Angoulême) (حوالي 1188 - 4 يونيو 1246) هي ملكة إنجلترا بكونها الزوجة الثانية لـ ملك جون من 1200 حتى وفاته في 1215، وأيضا هي في القانون كونتيسة أنغوليم منذ 1202 حتى وفاتها في 1246.
كان لديها خمسة أبناء من الملك بما في ذلك خليفته وفي وقت لاحق هنري الثالث وأيضا إيزابيلا، إمبراطورة الرومانية المقدسة الزوجة الثالثة لـ فريدريك الثاني، وأيضا تزوجت في 1220 وبعد وفاة الملك بخمس سنوات من هيو العاشر دي لوزينيان كونت لا مارش وانجبت له تسعة أبناء.
بعض معاصريها والكتاب في وقت لاحق، ادعوا أن إيزابيلا شكلت مؤمراة ضد لويس التاسع ملك فرنسا في 1241، بحيث يتم تجاهلها من قبل الملكة الأم بلانكا من قشتالة التي تحمل لها الكراهية، وفي 1244 وبعد فشل المؤامرة اتهمت بـ تسميم الملك، ولتجنب الاعتقال دخلت دير فونتفرود بحيث توفيت بعد ذلك بعامين، ودفنت فيها في قبور هنري الثاني ملك إنجلترا وزوجته إليانور من آكيتاين، لم يتم تأكيد هذه المؤامرات لاحقا.